# Gmina Krupa na Uni
Gmina Krupa na Uni (serb. Општина Крупа на Уни / Opština Krupa na Uni) – gmina w Bośni i Hercegowinie, w Republice Serbskiej. W 2013 roku liczyła 1560 mieszkańców.